# Martínez de la Torre
Martínez de la Torre è una municipalità dello stato di Veracruz, nel Messico centrale, il cui capoluogo è la località omonima.
Conta 101.358 abitanti (2010) e ha una estensione di 402,10 km². 	 		
Il nome della località ricorda Rafael Martínez de la Torre, uomo politico messicano.